# Eugeni de Damasc
Eugeni de Damasc fou un cristià grec de Síria que va patir martiri juntament amb els seus pares Pau i Tatta i els seus germans Màxim i Ruf, a Damasc, probablement el lloc on vivien. La seva memòria es commemora el 25 de setembre.